# Kunbir crusator
Kunbir crusator är en skalbaggsart som beskrevs av J. Linsley Gressitt och Yves Rondon 1970. Kunbir crusator ingår i släktet Kunbir och familjen långhorningar.
Artens utbredningsområde är Laos. Inga underarter finns listade i Catalogue of Life.